# 菜飯

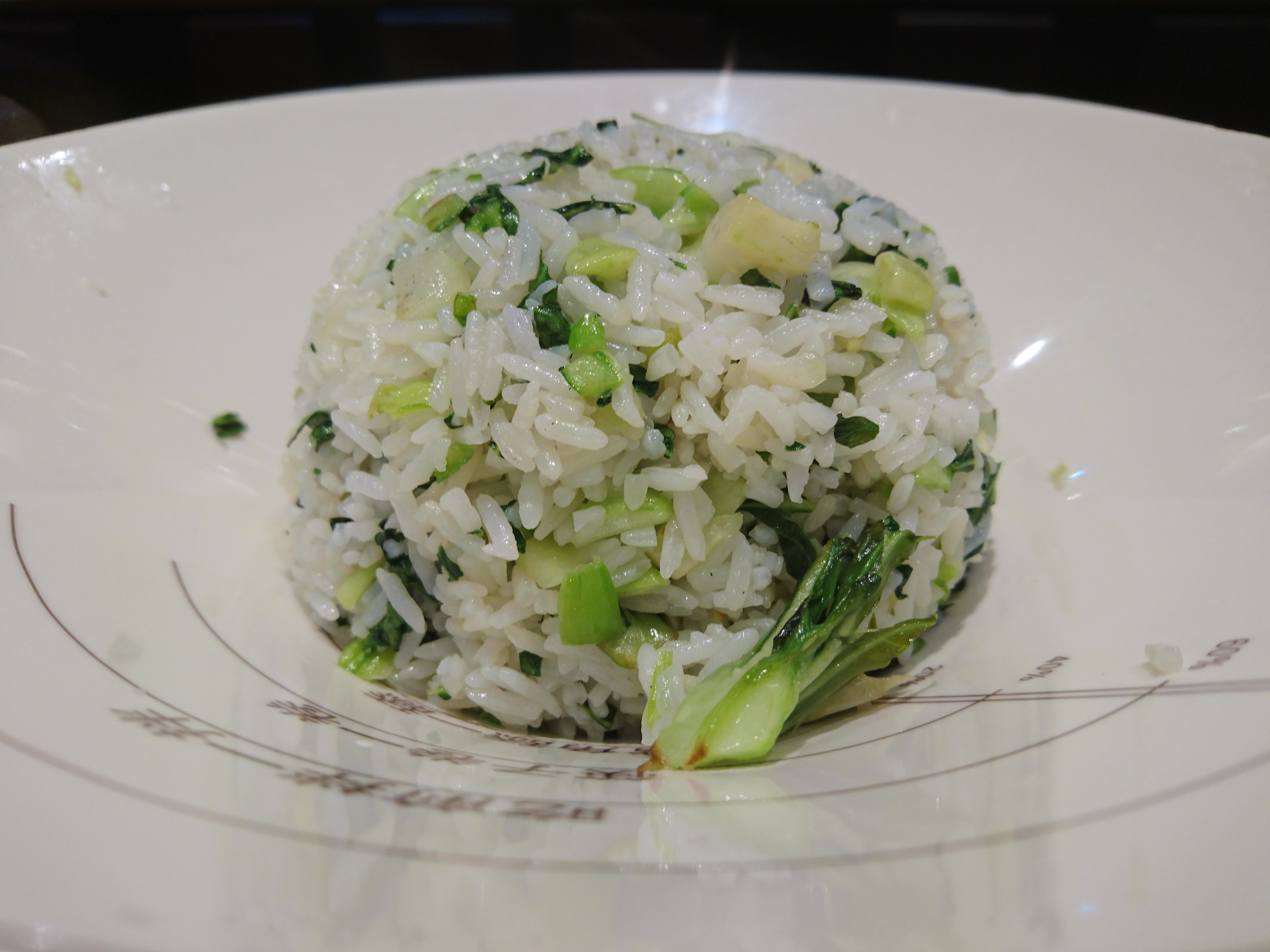
中式菜饭

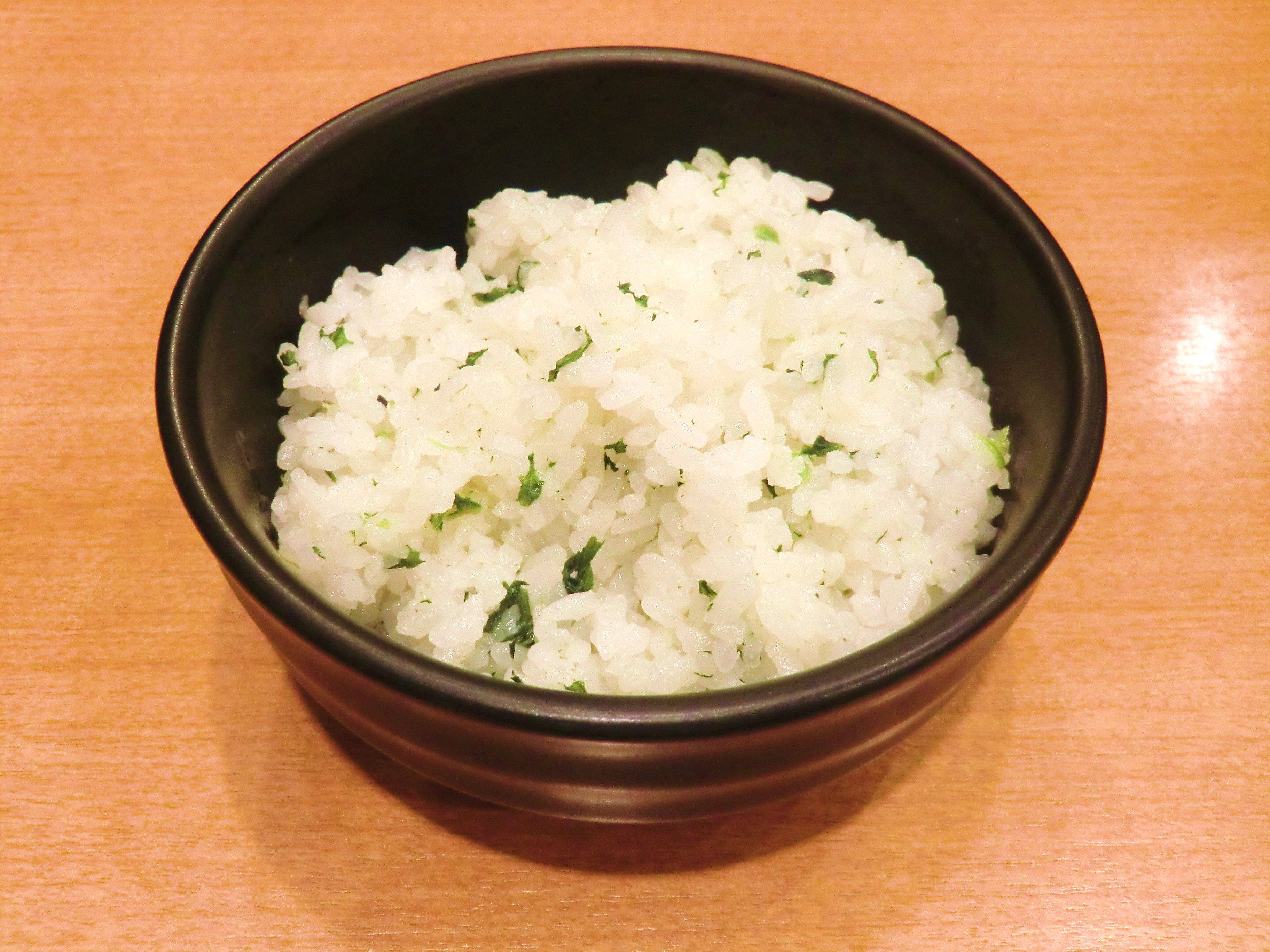
日式菜饭，菜比較少

菜飯是指含有青菜的米飯，人們在製作菜飯時將青菜切碎後與飯粒（白米）混合在一起炒。中國與日本都有菜飯。中國的菜飯多數被當成是上海菜。